# دورنیتس
دورنیتس (به آلمانی: Dörnitz) یک منطقهٔ مسکونی در آلمان است که در موکرن واقع شده‌است. دورنیتس ۲۵۸ نفر جمعیت دارد.